# Município de Leroy (condado de Lake, Ohio)
O município de Leroy (em inglês: Leroy Township) é um município localizado no condado de Lake no estado estadounidense de Ohio. No ano de 2010 tinha uma população de 3.253 habitantes e uma densidade populacional de 49,22 pessoas por km².

## Geografia
O município de Leroy encontra-se localizado nas coordenadas 41° 40′ 32″ N, 81° 08′ 13″ O. Segundo o Departamento do Censo dos Estados Unidos, o município tem uma superfície total de 66.1 km², da qual 65,77 km² correspondem a terra firme e (0,5 %) 0,33 km² é água.

## Demografia
Segundo o censo de 2010, tinha 3.253 habitantes residindo no município de Leroy. A densidade populacional era de 49,22 hab./km². Dos 3.253 habitantes, o município de Leroy estava composto pelo 97,79 % brancos, o 0,37 % eram afroamericanos, o 0,31 % eram amerindios, o 0,18 % eram asiáticos, o 0,15 % eram insulares do Pacífico e o 1,2 % eram de uma mistura de raças. Do total da população o 0,49 % eram hispanos ou latinos de qualquer raça.